# Желимир Вукашиновић
Желимир Вукашиновић (Сарајево, 1970) ванредни је професор за Естетику на Катедри за филозофију Филозофског факултета у Источном Сарајеву. Објавио је и књиге пјесама „Лирика предаје”, „Гравитација душе”, поему „Хистерион”. Главни је и одговорни уредник часописа Дискурси - друштво, религија, култура, ЦЕИР, Сарајево. Члан је Естетичког друштва Србије. Од 2011. године ангажован је на пројекту 178018 Друштвене кризе и савремена српска књижевност и култура: национални, регионални, европски и глобални оквир, који финансира Министарство за науку и технолошки развој Републике Србије. Изабран је за редовног члана Матице Српске.

## Биографија
Желимир Вукашиновић је рођен 1970. године у Сарајеву. У родном граду је завршио основну школу и гимназију, као и дио студија на Филозофском факултету (одсјек филозофија). Године 1992 долази у Србију. Студије наставља на Филозофском факултету у Београду (1993-95), а завршава их на Swinburne University у Мелбурну. Године 1998 добио је стипендију La Trobe University из Мелбурна за рад на докторској дисартацији. Пост-дипломске студије наставља на La Trobe University, гдје бива запослен и као асистент за три предмета. Године 2003 докторира филозофију и враћа се у Београд. Године 2004-05 је изабран за доцента за Естетику и Увод у филозофију, на Осјеку за филозофију и социологију Филозофског факултета у Источном Сарајеву.
Године 2005 је изабран у звање доцента за научну област Филозофија на Филолошко-уметничком факултету у Крагујевцу гдје му је повјерена настава из предмета Увод у филозофију и Увод у естетику. Изабран је за редовног члана Матице Српске.
Пише поезију и текстове из области филозофије. На конкурсу за најбоље књижевне радове 2001. године добио је награду Југословенско-аустралијског литерарног удружења из Сиднеја (у сарадњи са УКС из Београда). До сада је објавио књигу пјесама (прва из триологије: Триптихон Пада) „Лирике предаје” (2002). Двокњижје Композиција филозофије је Вукашиновићево прво објављено дјело филозофије.